# Myotis midastactus
Myotis midastactus (Moratelli & Wilson, 2014) è un pipistrello della famiglia dei Vespertilionidi diffuso nell'America meridionale.

## Etimologia
L'epiteto specifico, midastactus, derivato dal latino e il cui significato letterale è il tocco di Mida fa riferimento al colore caratteristico dorato della pelliccia e trae origine dalla leggenda che seguiva il mitico re di Frigia, il quale aveva il dono di trasformare in oro tutto ciò che toccava.

## Descrizione

### Dimensioni
Pipistrello di piccole dimensioni, con la lunghezza della testa e del corpo tra 86 e 92 mm, la lunghezza dell'avambraccio tra 38,5 e 40,7 mm, la lunghezza della coda tra 36 e 40 mm, la lunghezza del piede tra 8 e 10 mm, la lunghezza delle orecchie tra 12 e 13 mm e un peso fino a 11 g.

### Aspetto
La pelliccia è corta e lanosa. Le parti dorsali sono arancioni-ocracee brillanti, mentre quelle ventrali sono leggermente più chiare. Il muso è appuntito. Le orecchie sono relativamente lunghe, il trago è lungo e sottile. Le ali sono attaccate posteriormente alla base delle dita dei piedi, i quali sono piccoli. La lunga coda è inclusa completamente nell'ampio uropatagio. Il cariotipo è 2n=44 FNa=50.

## Biologia

### Alimentazione
Si nutre di insetti, particolarmente di ortotteri, emitteri, omotteri, coleotteri, lepidotteri e ditteri..

### Riproduzione
Femmine gravide con un solo embrione sono state catturate nel mese di settembre.

## Distribuzione e habitat
Questa specie è diffusa nei dipartimenti boliviani di El Beni e Santa Cruz, nella parte settentrionale del paese e nel Dipartimento Presidente Hayes, nella parte centrale del Paraguay.
Vive nelle savane e nelle foreste parzialmente decidue.

## Conservazione
Questa specie, essendo stata scoperta solo recentemente, non è stata sottoposta ancora a nessun criterio di conservazione.